# Tim Grohmann
Tim Grohmann (født 27. december 1988) er en tysk tidligere roer, som har primært roede dobbeltfirer. 
Allerede som junior viste Grohmann gode takter, da han var med til at vinde VM-sølv i dobbeltfireren i 2005, efterfulgt af guld året efter, og han vandt sølv ved U/23-VM i 2007. Som senior fik han sit første store resultat med VM-bronze i 2009 og VM-sølv i 2011.
Han repræsenterede Tyskland ved OL 2012 i London i dobbeltfireren, hvis besætning derudover bestod af Karl Schulze, Philipp Wende og Lauritz Schoof (samme besætning, der havde vundet VM-sølv året forinden). Tyskerne vandt deres indledende heat og semifinale klart, og i finalen tog de hurtigt føringen, der nåede op på en bådlængde og sejr på over to sekunder ned til kroaterne på andenpladsen og Australien på tredjepladsen.
Grohmann var også med til at vinde EM-guld i båden i 2013 samt VM-sølv samme år, og i 2014 blev det til bronze ved både EM og VM. Disse medaljer blev de sidste på den internationale scene, han vandt, inden han indstillede sin karriere i 2018.